# Từ dài nhất trong tiếng Anh
Từ dài nhất trong tiếng Anh được xác định phụ thuộc vào định nghĩa của một từ trong tiếng Anh, cũng như là cách so sánh độ dài các từ như thế nào.
Các từ có thể có từ nguồn gốc của tiếng Anh hoặc được hình thành bằng cách đặt ra hay chắp dính. Ngoài ra, rất khó để so sánh vì tên địa danh cũng có thể được coi là từ, thuật ngữ chuyên ngành có thể được kéo dài một cách tuỳ tiện và việc thêm các tiền tố và hậu tố có thể tạo ra những từ đúng ngữ pháp nhưng nghe có vẻ lạ hoặc không được sử dụng.
Độ dài của một từ cũng có thể hiểu theo nhiều cách. Phổ biến nhất, độ dài thường dựa trên chính tả (quy tắc đánh vần thông thường) và việc đếm số chữ cái có trong từ. Những cách tiếp cận khác nhưng ít phổ biến hơn là dựa trên âm vị học (văn nói) và số lượng âm vị (âm thanh).

## Các từ điển lớn
Từ dài nhất nằm trong mọi từ điển tiếng Anh lớn là pneumonoultramicroscopicsilicovolcanoconiosis, từ để chỉ bệnh phổi gây ra bởi sự hít vào bụi silica rất mịn dẫn đến viêm phổi. Từ này được đặt ra để giữ kỷ lục từ dài nhất trong tiếng Anh.
Từ điển tiếng Anh Oxford có xuất hiện từ pseudopseudohypoparathyroidism (30 chữ cái).
Từ điển đại học Merriam-Webster không có từ antidisestablishmentarianism (28 chữ cái) vì các biên tập viên không thấy từ này được sử dụng rộng rãi và duy trì với ý nghĩa ban đầu của nó. Từ dài nhất trong từ điển này là electroencephalographically (27 chữ cái).
Từ dài nhất không chuyên ngành trong các từ điển lớn là floccinaucinihilipilification với 29 chữ cái, gồm các từ Latinh có nghĩa là "không là gì hết", được định nghĩa là "việc coi một thứ gì đó là vô giá trị". Người ta ghi nhận từ này được sử dụng sớm nhất là kể từ năm 1741.
A. Ross Eckler Jr. nói rằng đa số các từ dài nhất trong tiếng Anh khó xuất hiện trong những văn bản không mang tính học thuật, tức là những văn bản hiện đại nhắm đến các độc giả thông thường mà trong đó tác giả không có chủ ý sử dụng một từ dài ít gặp. Theo ông, những từ dài nhất dễ bắt gặp trong các văn bản như thế là deinstitutionalization và counterrevolutionaries, cùng có 22 chữ cái.
Một nghiên cứu trên một triệu mẫu văn xuôi thông thường bằng tiếng Anh cho thấy từ dài nhất một người có thể bắt gặp hằng ngày là uncharacteristically với 20 chữ cái.
Từ internationalization (quốc tế hóa) được viết tắt là "i18n", con số ở chính giữa là số lượng chữ cái nằm giữa hai chữ cái đầu và cuối.

## Sự hình thành các từ dài

### Đặt ra
Trong vở kịch Ecclesiazousae của ông, nhà soạn hài kịch Aristophanes người Hy Lạp cổ đại đã tạo ra một từ có 171 chữ cái (183 trong chuyển tự bên dưới):
Lopadotemachoselachogaleokranioleipsanodrimhypotrimmatosilphioparaomelitokatakechymenokichlepikossyphophattoperisteralektryonoptekephalliokigklopeleiolagoiosiraiobaphetraganopterygon.
Vở kịch châm biếm Chrononhotonthologos (1734) của Henry Carey có câu mở đầu: "Aldiborontiphoscophornio! Where left you Chrononhotonthologos?"
Thomas Love Peacock đã đặt ra hai từ này trong tiểu thuyết ngắn Headlong Hall: osteosarchaematosplanchnochondroneuromuelous (44 chữ cái) và osseocarnisanguineoviscericartilaginonervomedullary (51 chữ cái).
James Joyce đã bịa ra chín từ gồm 100 chữ cái và một từ gồm 101 chữ cái trong tiểu thuyết Finnegans Wake của ông, trong đó nổi tiếng nhất là Bababadalgharaghtakamminarronnkonnbronntonnerronntuonnthunntrovarrhounawnskawntoohoohoordenenthurnuk. Từ này xuất hiện trên trang đầu như một bất ngờ mang tính biểu tượng liên quan đến sự sa ngã của Adam và Eva. Vì từ này chỉ được dùng để trích dẫn đoạn văn này, nó không được chấp nhận là một từ thật. Sylvia Plath đã nhắc đến nó trong tiểu thuyết The Bell Jar, trong đó nhân vật chính đang đọc Finnegans Wake.
Tên bài hát "Supercalifragilisticexpialidocious" (34 chữ cái) trong phim Mary Poppins xuất hiện trong một số từ điển nhưng thuộc nhóm danh từ riêng và được trích dẫn là tên của bài hát. Ý nghĩa quy kết của nó là "một từ mà bạn nói khi bạn không biết phải nói gì". Hai anh em nhà Sherman được ghi nhận là tác giả của từ này.

### Chắp dính
Tiếng Anh cho phép thêm các tiền tố và hậu tố để mở rộng số lượng từ có thật vì nhiều mục đích, điều này thường được gọi là chắp dính. Phương pháp này có thể tạo ra những từ dài một cách kỳ lạ: ví dụ như các tiền tố pseudo (giả, sai lệch) và anti (phòng chống, phản nghịch) có thể được thêm bao nhiêu lần tùy ý. Một từ như anti-aircraft (vũ khí phòng không) có thể được kéo dài thành anti-anti-aircraft (vũ khí phòng phòng không), lặp lại tiền tố anti có thể tạo ra một từ dài vô tận.
Antidisestablishmentarianism là ví dụ điển hình dài nhất cho một từ được tạo ra bằng cách chắp dính.

### Thuật ngữ chuyên ngành

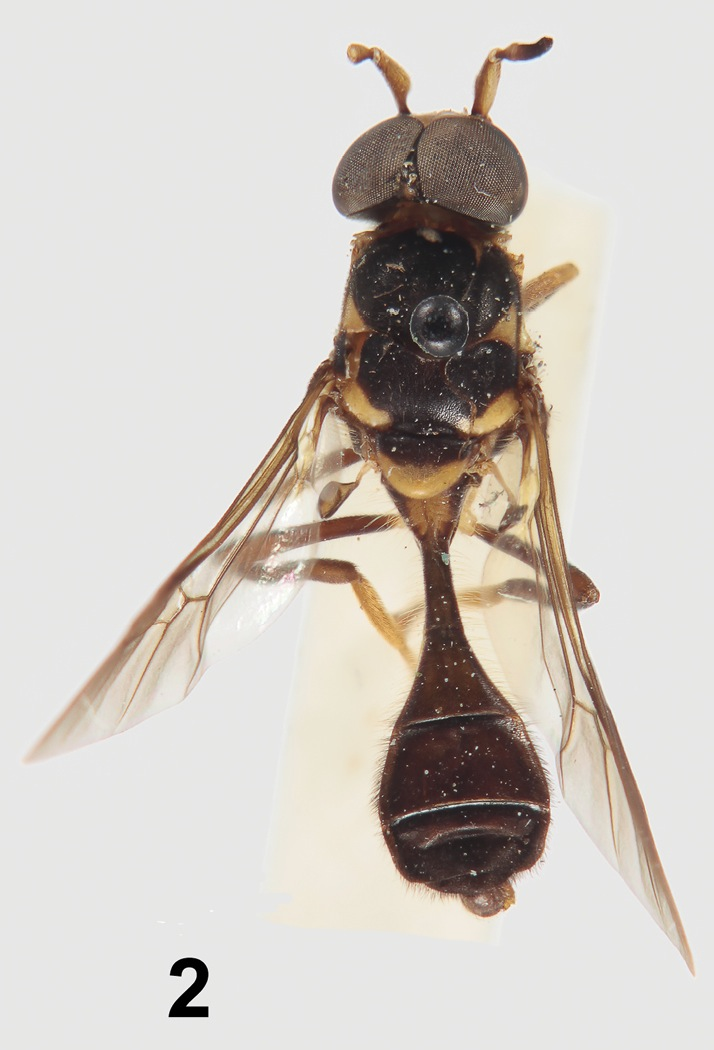
Parastratiosphecomyia stratiosphecomyioides

Cách đặt tên khoa học có thể tạo ra những từ dài một cách kỳ lạ.
Danh pháp IUPAC cho các hợp chất hữu cơ không bị hạn chế về số lượng chữ cái, họ đã đặt tên hoá học dài 189.819 chữ cái Methionylthreonylthreonyl...isoleucine cho một protein còn gọi là titin. Trong tự nhiên, các phân tử DNA có thể to hơn nhiều so với các phân tử protein và do đó có thể có danh pháp dài hơn. Ví dụ, nhiễm sắc thể lúa mì 3B bao gồm gần một tỷ cặp base. Vì vậy, một chuỗi sợi của nó, viết đầy đủ ra là Adenilyladenilylguanilylcystidylthymidyl..., dài khoảng 8 tỷ chữ cái. Từ dài nhất được xuất bản, Acetylseryltyrosylseryliso...serine, tức vỏ bọc protein của virus khảm thuốc lá, dài 1.185 chữ cái và xuất hiện trong Dịch vụ tóm tắt hóa chất năm 1964 và 1966 của Hiệp hội hóa học Hoa Kỳ. Năm 1965, Dịch vụ tóm tắt hóa chất xem xét lại hệ thống đặt tên và ngừng khuyến khích những cái tên dài quá mức. Năm 2011, một từ điển đã phá vỡ kỷ lục này với danh pháp dài 1.909 chữ cái cho protein trpA.
John Horton Conway và Landon Curt Noll đã sáng lập một hệ thống mở để đặt tên cho các lũy thừa của 10, trong đó sexmilliaquingentsexagintillion (6560 trong tiếng Latinh) là tên của 103(6560+1) = 1019683. Dưới quy mô dài, từ này là 106(6560) = 1039360.
Người ta thường trích dẫn Gammaracanthuskytodermogammarus loricatobaicalensis (một loài thuộc bộ amphipoda) là danh pháp hai phần dài nhất. Tuy nhiên, Bộ danh pháp Động vật học Quốc tế đã vô hiệu hóa tên gọi này vào năm 1929 sau khi được yêu cầu bởi Mary J. Rathbun.
Parastratiosphecomyia stratiosphecomyioides là danh pháp hai phần dài nhất được công nhận. Đây là tên gọi khác của một loài ruồi lính.
Aequeosalinocalcalinoceraceoaluminosocupreovitriolic (52 chữ cái), một từ miêu tả suối nước nóng ở Bath, Somerset, Anh, được một số phiên bản của Sách Kỷ lục Guinness ghi nhận là từ dài nhất trong tiếng Anh và do bác sĩ Edward Strother (1675–1737) đặt ra. Từ này gồm có các yếu tố sau:
- Aequeo (tiếng Latinh): bằng
- Salino (tiếng Latinh): có muối
- Calcalino (tiếng Latinh): calci
- Ceraceo (tiếng Latinh): sáp
- Aluminoso (tiếng Latinh): nhôm oxit
- Cupreo: xuất phát từ "đồng" (copper)
- Vitriolic: tương đồng với axit sulfuric (vitriol)

## Các từ dài nổi bật

### Tên địa danh

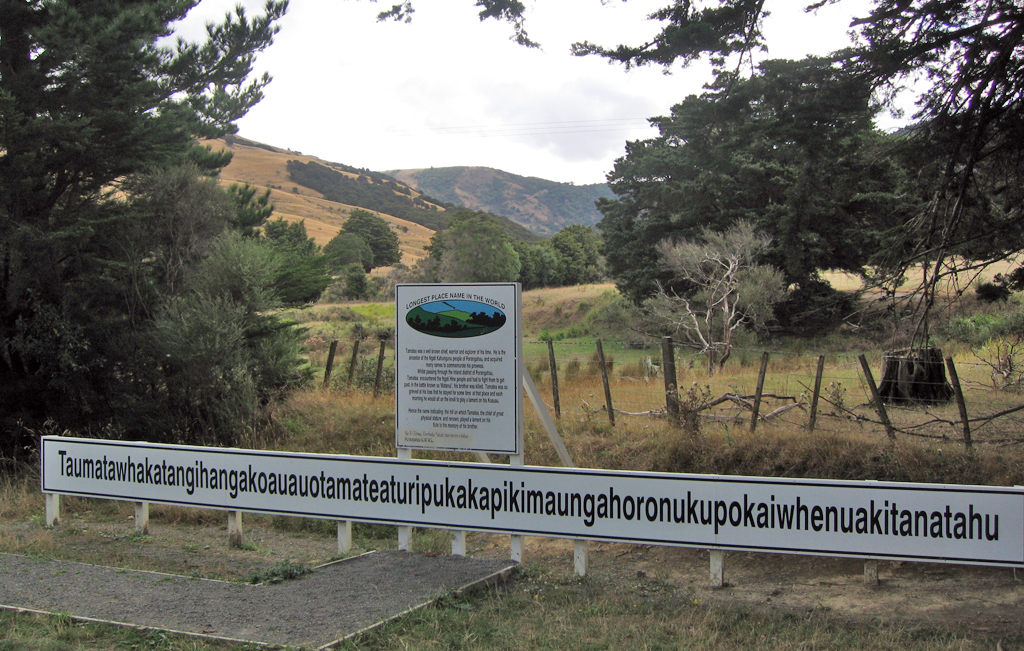
Biển tên ở Taumatawhakatangihangakoauauotamateapokaiwhenuakitanatahu

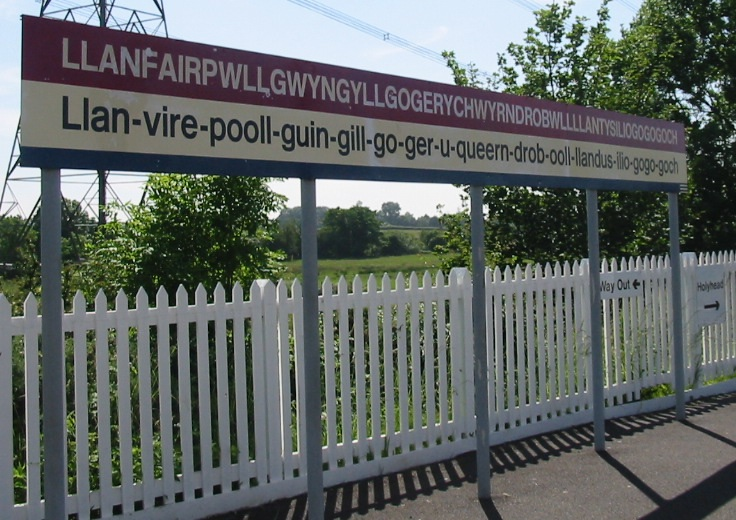
Biển hiệu tại Llanfairpwllgwyngyllgogerychwyrndrobwllllantysiliogogogoch ở Bắc Wales

Tên địa danh chính thức dài nhất được công nhận ở một quốc gia nói tiếng Anh là Taumatawhakatangihangakoauauota-mateaturipukakapikimaungahoronukupokaiwhenuakitanatahu (57 chữ cái), một ngọn đồi ở New Zealand. Tên được viết bằng tiếng Māori. Một bản dài hơn của cái tên này là Taumatawhakatangihangakoauauotamateaturipukakapikimaungahoronukupokaiwhenuakitanatahu (85 chữ cái), xuất hiện trên biển tên của địa điểm này (xem ảnh chụp bên phải). Trong tiếng Māori, các chữ ghép như ng và wh được xem là một chữ cái duy nhất.
Ở Canada, địa danh có tên dài nhất là Dysart, Dudley, Harcourt, Guilford, Harburn, Bruton, Havelock, Eyre và Clyde, nằm trên địa bàn tỉnh Ontario. Nếu viết bằng tiếng Anh (thay từ "và" bằng từ "and"), tên gọi này có tổng cộng 61 chữ cái, hoặc 68 kí tự không phải là dấu cách (tính cả dấu phẩy).
Địa danh có tên dài nhất ở Hoa Kỳ là Chargoggagoggmanchauggagoggchaubunagungamaugg (45 chữ cái), một hồ nước ở Webster, Massachusetts. Tên gọi đôi khi được dịch một cách hài hước là "bạn câu cá ở chỗ nước của bạn, tôi câu cá ở chỗ nước của tôi, không ai câu ở giữa". Hồ này còn được gọi là Hồ Webster.
Tên địa danh chính thức dài nhất ở Úc là đồi Mamungkukumpurangkuntjunya. Nó là một từ tiếng Pitjantjatjara gồm 26 chữ cái và có nghĩa là "nơi Quỷ dữ tiểu tiện".

### Tên người
Sách Kỷ lục Guinness từng có kỷ lục cho tên người dài nhất được đặt.
- Từ 1975 đến 1985, người giữ kỷ lục là Adolph Blaine Charles David Earl Frederick Gerald Hubert Irvin John Kenneth Lloyd Martin Nero Oliver Paul Quincy Randolph Sherman Thomas Uncas Victor William Xerxes Yancy Zeus Wolfeschlegelsteinhausenbergerdorffvoralternwarengewissenhaftschaferswessenschafewarenwohlgepflegeundsorgfaltigkeitbeschutzenvonangreifendurchihrraubgierigfeindewelchevoralternzwolftausendjahresvorandieerscheinenwanderersteerdemenschderraumschiffgebrauchlichtalsseinursprungvonkraftgestartseinlangefahrthinzwischensternartigraumaufdersuchenachdiesternwelchegehabtbewohnbarplanetenkreisedrehensichundwohinderneurassevonverstandigmenschlichkeitkonntefortplanzenundsicherfreuenanlebenslanglichfreudeundruhemitnichteinfurchtvorangreifenvonandererintelligentgeschopfsvonhinzwischensternartigraum, Senior (746 chữ cái), còn được gọi là Wolfe+585, Senior.
- Kỷ lục này sau đó đã bị phá vỡ bởi một em bé gái sơ sinh. Hạng mục này không lâu sau đã bị bỏ khỏi cuốn sách.

Những tên khai sinh dài thường được đặt ra để phản đối các luật đặt tên con hoặc vì những lý do cá nhân khác.
- Luật đặt tên con của Thụy Điển bị phản đối bởi hai phụ huynh Lasse Diding và Elisabeth Hallin khi họ yêu cầu đặt tên con mình là "Brfxxccxxmnpcccclllmmnprxvclmnckssqlbb11116" (phát âm [ˈalːbɪn], 43 ký tự), nhưng cái tên đã bị từ chối bởi một tòa án quận ở Halmstad, phía Nam Thụy Điển.